# Calógeras
Calógeras is een plaats in de Braziliaanse gemeente Arapoti in de deelstaat Paraná.